# خیروکیتیا
خیروکیتیا (به لاتین: Khirokitia) یک منطقه باستانی در قبرس است که در بخش اروپایی این جزیره واقع شده و قدمت آن به دوران نوسنگی می‌رسد. خیروکیتیا از سال ۱۹۸۸ یکی از میراث جهانی یونسکو است.

## سکونت‌گاه باستانی
سکونت‌گاه باستانی خیروکیتیا در هزارهٔ ششم پیش از میلاد در در دامنهٔ تپه‌ای در کرانه غربی رودخانه مارونیو در ساحل جنوبی قبرس پدید آمد.
نخستین گونه‌های خیابان شهری در شهر خیروکیتیا ظاهر شدند.
این خیابان‌ها از کرانه رود به سمت بالای تپه می‌رفتند و از سمت دیگر تپه پایین می‌آمدند و شکل کلی شهر را تعیین می‌کردند. خانه‌ها در دو سوی خیابان‌ها قرار می‌گرفتند. دیوارها با سنگ آهک و به شکل قابل‌توجهی بالاتر از سطح زمین ساخته می‌شدند تا در مقابل فرسایش مقاوم باشند.
شکل کلی شهر باز و قابل گسترش بود.

## نگاره‌ها

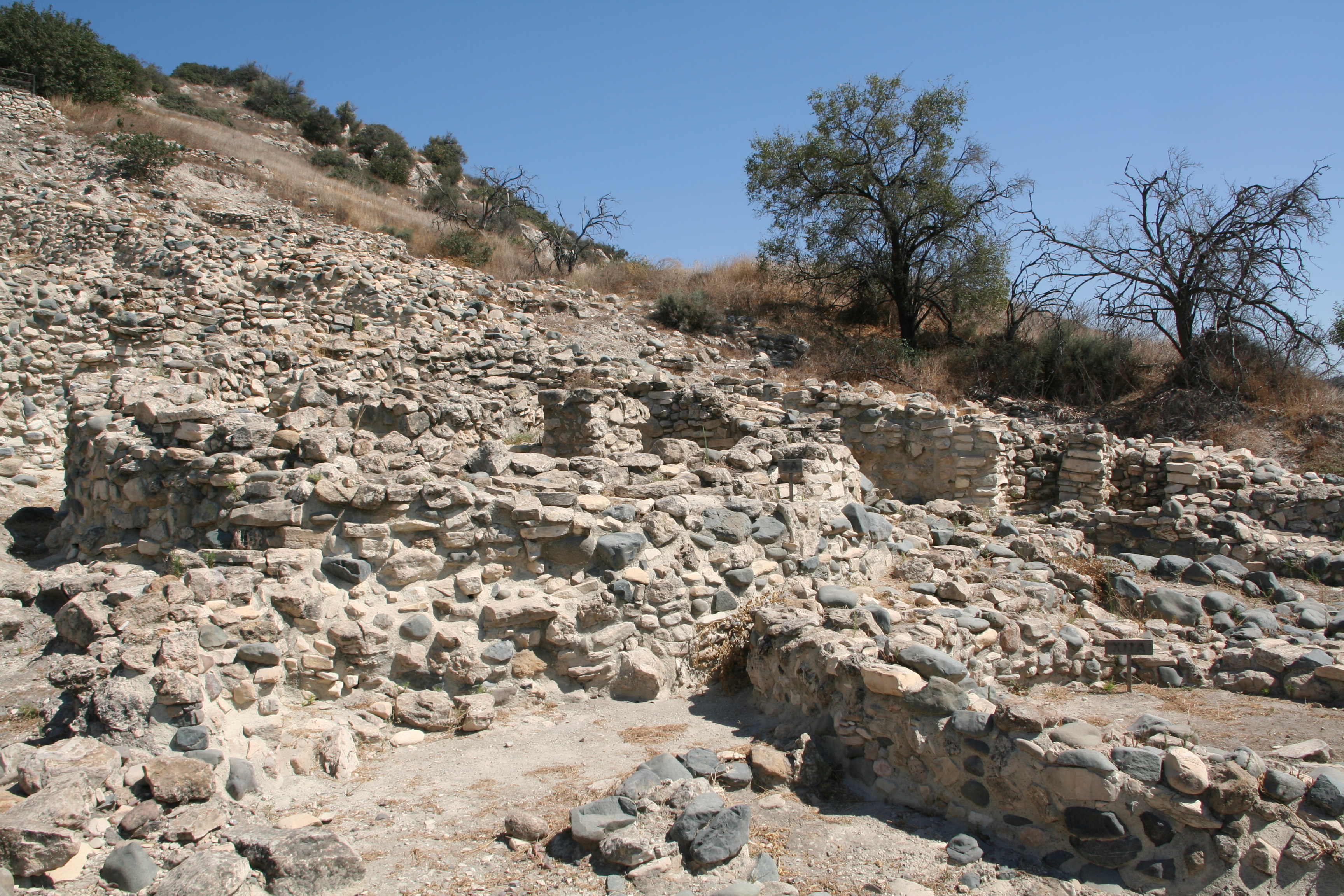
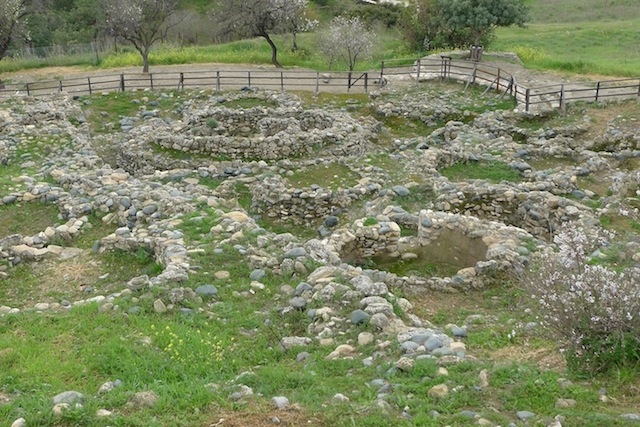
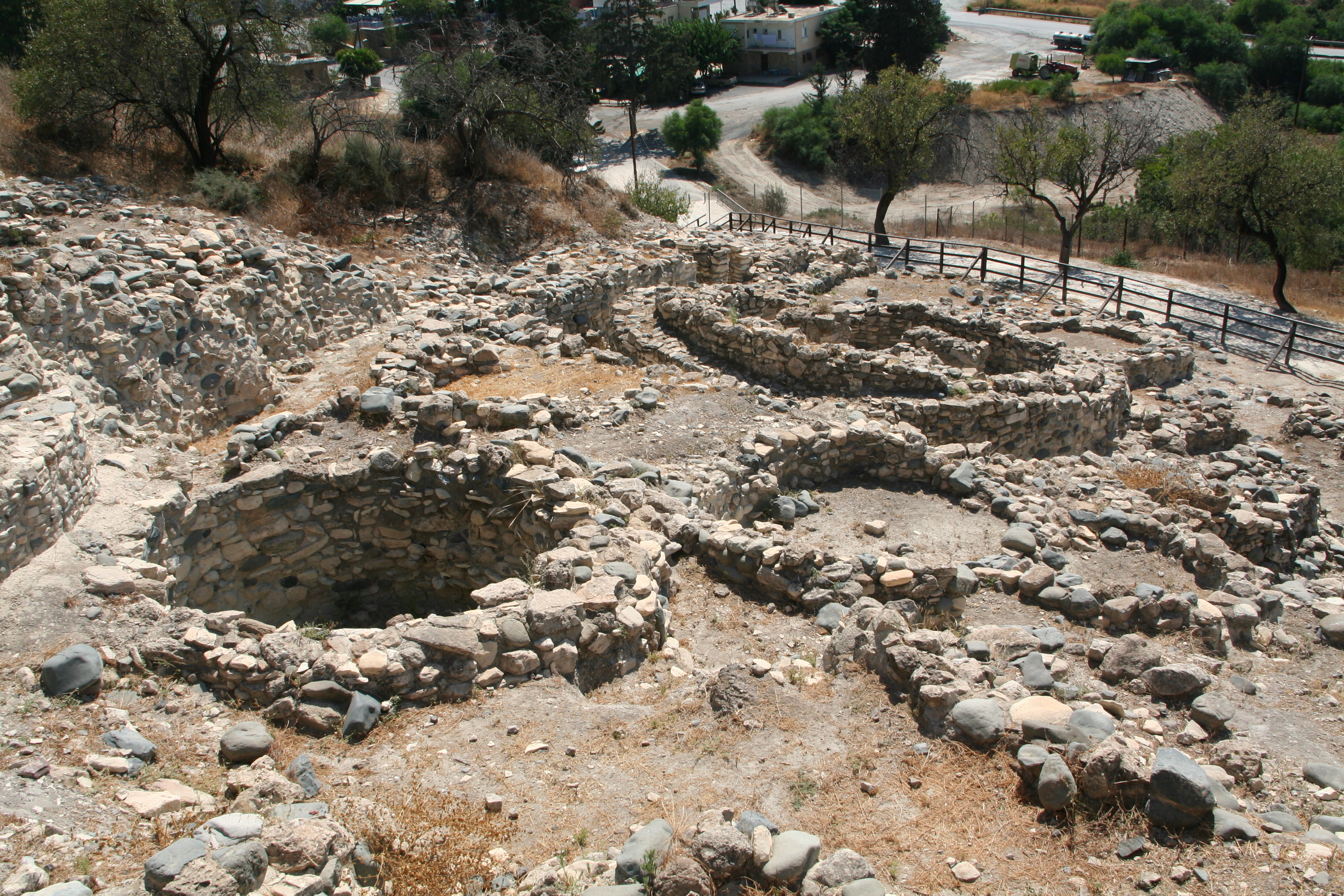
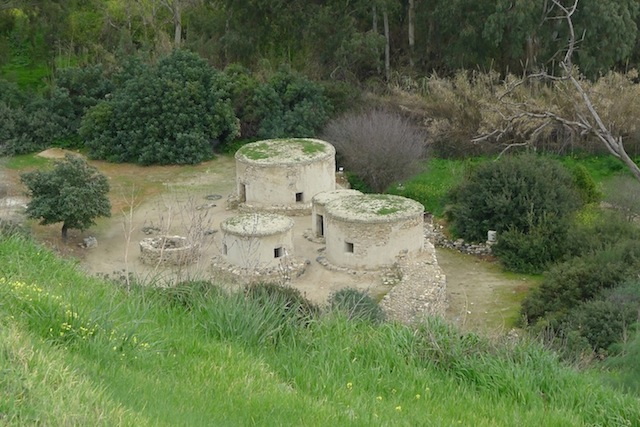
بازسازی
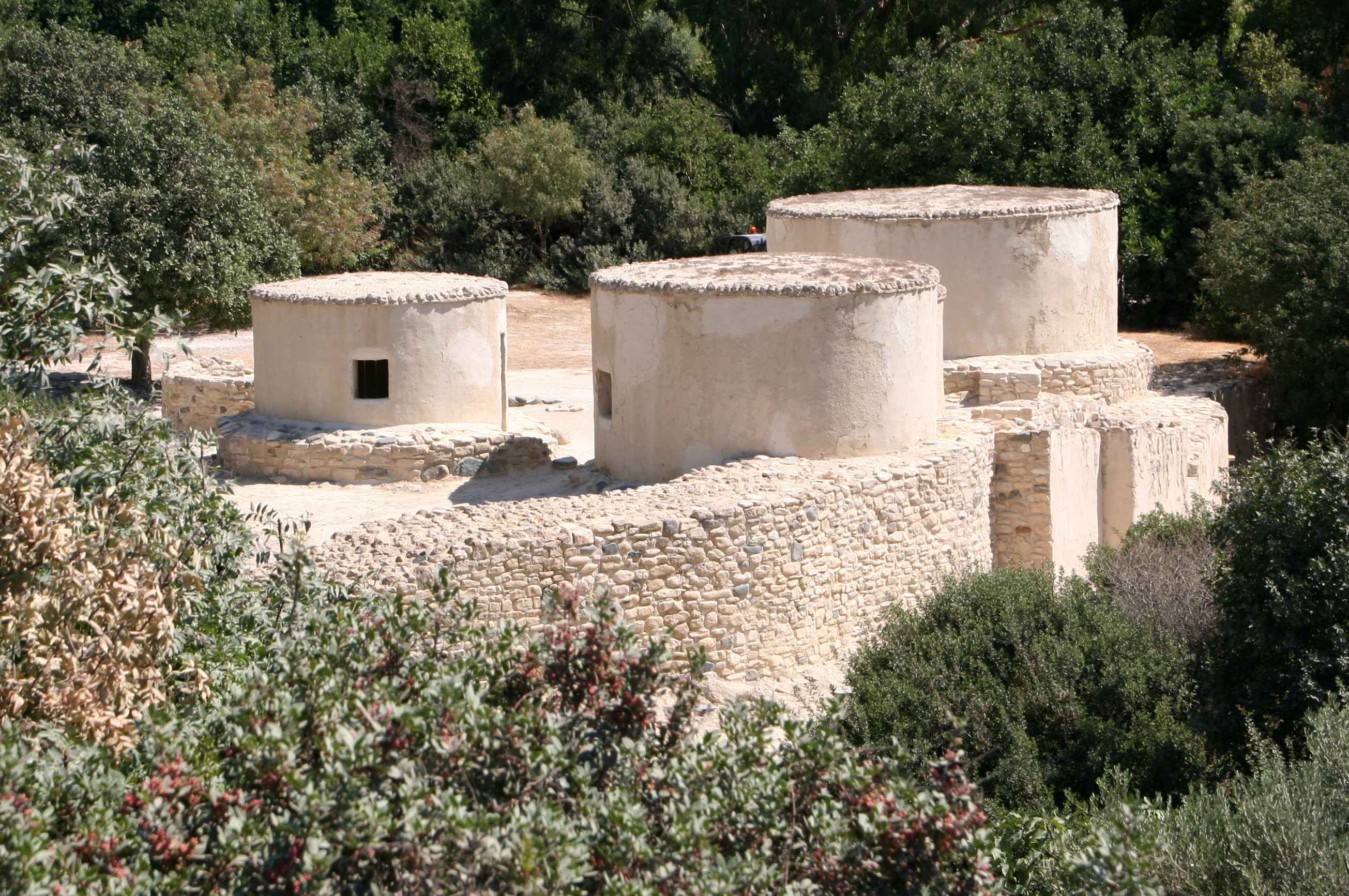
بازسازی
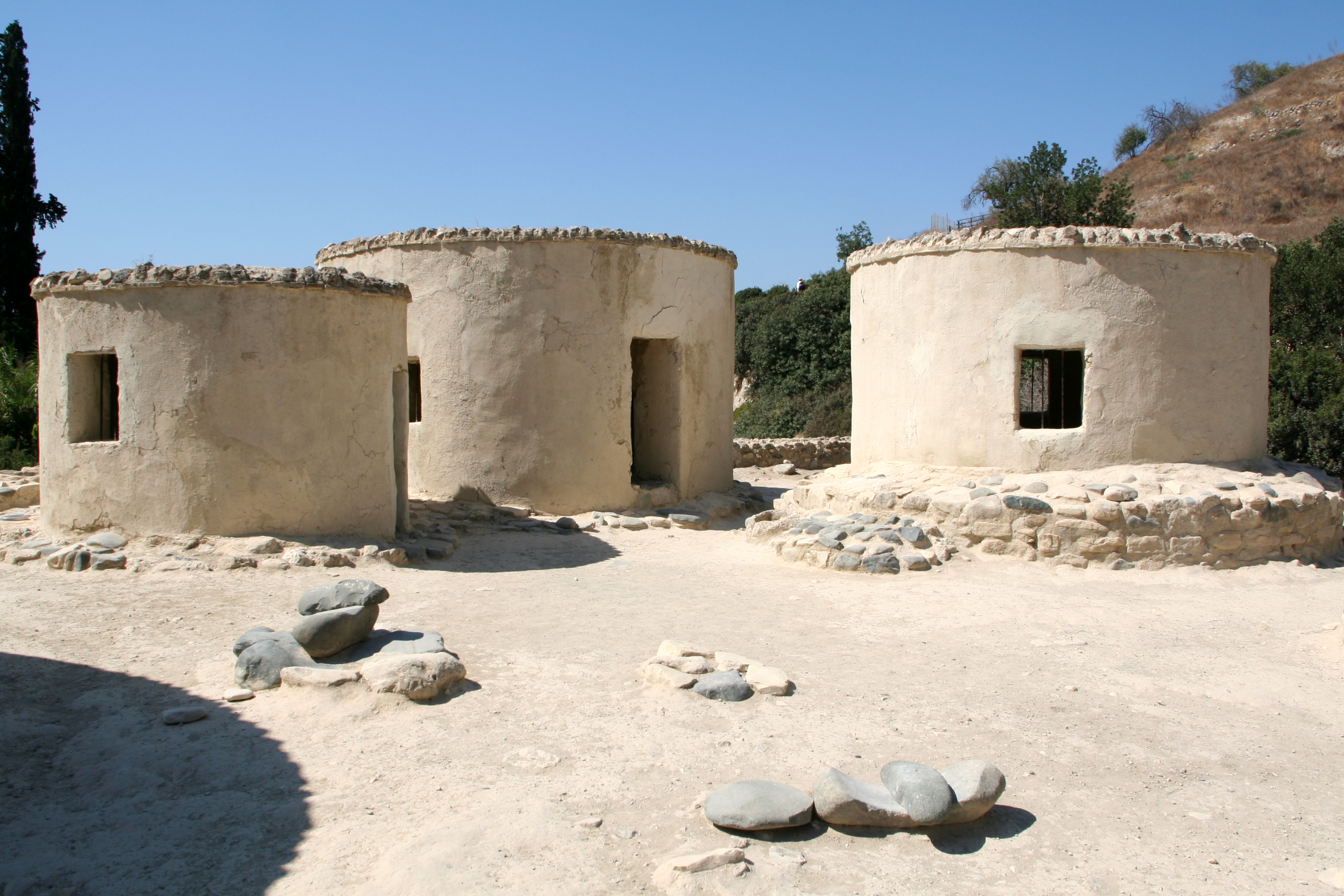
بازسازی
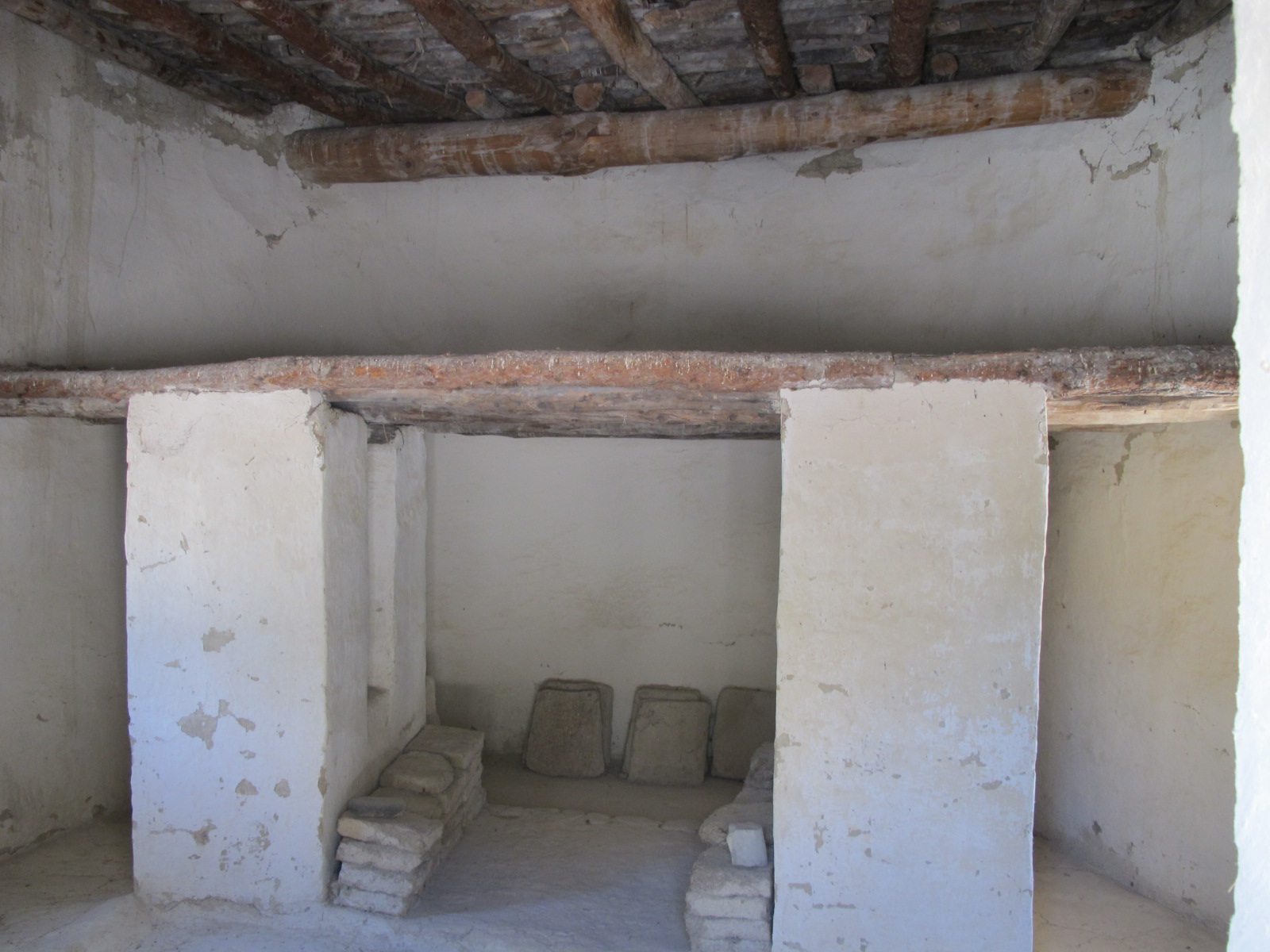
بازسازی
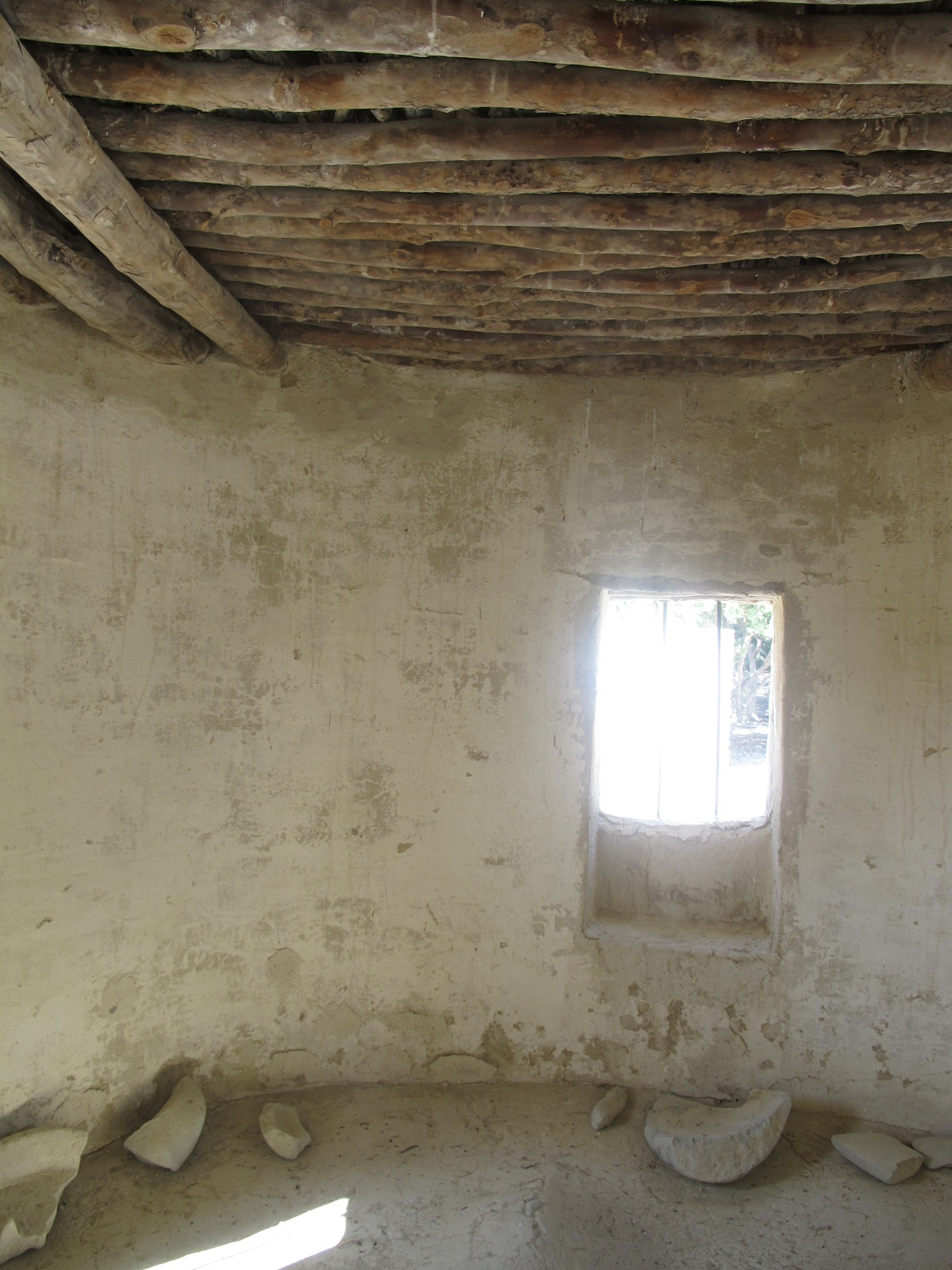
بازسازی
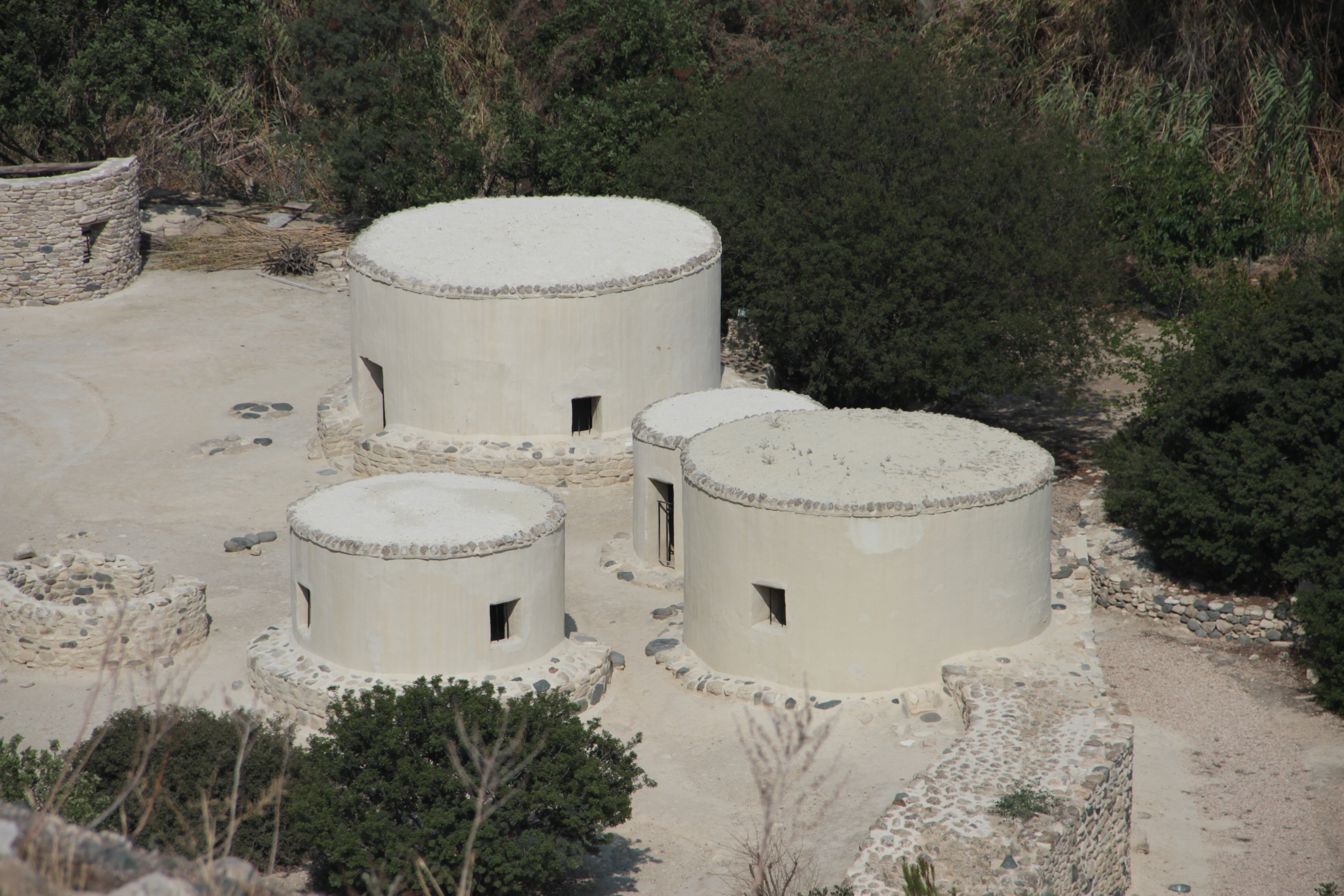
بازسازی